# Reasonable Doubt (serie de televisión)
Duda razonable es una serie de televisión de drama legal estadounidense creada por Raamla Mohamed para Hulu. La serie está protagonizada por Emayatzy Corinealdi como una abogada de defensa penal corporativa que navega por casos desafiantes de alto perfil. La serie también está protagonizada por McKinley Freeman, Tim Jo, Angela Grovey, Thaddeus J. Mixson, Aderinsola Olabode y Michael Ealy. Duda razonable es la primera serie de televisión con guion de Onyx Collective. Se estrenó el 27 de septiembre de 2022. El 17 de abril de 2023, se renovó para una segunda temporada que se estrenó el 22 de agosto de 2024. La serie generalmente recibió críticas positivas de los críticos. En noviembre de 2024, la serie se renovó para una tercera temporada.

## Sinopsis
Jax Stewart es una exitosa abogada de defensa penal en un prestigioso bufete de abogados de Los Ángeles. Lidia con casos difíciles en medio de una separación de su esposo y la reaparición de un ex cliente con el que trabajó en su trabajo anterior como defensora pública.

## Reparto

### Principal
- Emayatzy Corinealdi como Jacqueline "Jax" Stewart (de soltera Nicholas), abogada defensora y madre de dos hijos que actualmente está separada de su marido, Lewis
- McKinley Freeman como Lewis Stewart, el marido de Jax
- Tim Jo como Daniel Kim, el investigador de Jax
- Angela Grovey como Krystal Walters
- Thaddeus J. Mixson como Spenser Stewart, el hijo adolescente de Jax
- Aderinsola Olabode como Naima Stewart, la hija adolescente de Jax
- Michael Ealy como Damon Cooke, un antiguo cliente de Jax que acaba de salir de prisión (temporada 1; estrella invitada en la temporada 2)
- Morris Chestnut como Corey Cash, un talentoso abogado defensor que Jax contrata para que lo ayude en un caso (temporada 2)

### Recurrente
- Sean Patrick Thomas como Brayden Miller, un multimillonario y nuevo cliente de Jax (temporada 1)
- Pauletta Washington como Mama Lu, la madre de Jax
- Christopher Cassarino como Rich Reed, un colega de Jax (temporada 1)
- Shannon Kane como Shanelle Tucker
- Perri Camper como Kaleesha Moore, una víctima de asesinato que acusó a Brayden Miller de agresión sexual (temporada 1)
- Nefetari Spencer como Sally Braswell
- Tiffany Yvonne Cox como Autumn Owens
- Paul Fox como Theo James (temporada 1)
- Victor Rasuk como Mike Ortiz
- Brooke Lyons como Sarah Miller (temporada 1)
- Eugene Byrd como CJ Cooke, el hermano de Damon (temporada 1)
- Melissa Ponzio como Lucy Wargo (temporada 2)
- Vaughn W. Hebron como Adrian Hunter (temporada 2)
- Kandi Burruss como Eboni Phillips (temporada 2)
- Essence Atkins como Dra. Brandy Michaels (temporada 2)